# Molophilus (Molophilus) tasioceroides
Molophilus (Molophilus) tasioceroides is een tweevleugelige uit de familie steltmuggen (Limoniidae). De soort komt voor in het Australaziatisch gebied.